# Wilson Kipketer
Wilson Kosgei Kipketer  (ur. 12 grudnia 1972 w Kapsabet) – kenijski lekkoatleta reprezentujący od 1995 roku Danię, który specjalizował się w biegu na 800 metrów.
Dwukrotny uczestnik i medalista igrzysk olimpijskich. Trzy razy stawał na podium mistrzostw świata oraz halowych mistrzostw świata. Zdobywca złotego medalu mistrzostw Starego Kontynentu. W biegach na 800 i 1000 metrów poprawiał w sumie siedem razy rekordy świata (w hali i na stadionie). Od 7 lipca 1997 był współrekordzistą, a od 13 sierpnia 1997 aż do 22 sierpnia 2010 roku był samodzielnym rekordzistą globu w biegu na 800 metrów, kiedy to najlepszy rezultat w historii zabrał mu David Rudisha. Przez jedenaście lat jego trenerem był Polak Sławomir Nowak. W 2000 roku ożenił się z Dunką, Pernille. 16 sierpnia 2005 oficjalnie zakończył karierę.

## Kariera
Gdy był nastolatkiem jego talent dostrzegł Kipchoge Keino – kenijski długodystansowiec, czterokrotny medalista olimpijski. Keino zasugerował Kipketerowi pójście do katolickiej szkoły św. Patryka w Iten, która znana była z wychowywania młodych biegaczy. Pierwszymi dużymi występami międzynarodowymi były dla biegacza starty w mistrzostwach świata juniorów w 1988 w Kanadzie – w biegu na 800 metrów został zdyskwalifikowany już w eliminacjach, a kenijska sztafeta 4 x 400 metrów z Kipketerem na pierwszej zmianie zajęła wówczas 7. miejsce w biegu eliminacyjnym i nie awansowała do finału. Dwa lata później na kolejnym juniorskim czempionacie był 4. w biegu na 800 metrów, a sztafeta zajęła 8. miejsce.
W 1990 roku biegacz wyjechał do Danii na wymianę studencką i podjął naukę na Uniwersytecie Kopenhaskim. W tym samym czasie złożył wniosek o przyznanie mu duńskiego obywatelstwa, które otrzymał w 1994 i od 1995 zaczął reprezentować nowy kraj. Trzykrotnie zdobył złote medale młodzieżowych mistrzostw Danii startując w barwach Københavns IF (w 1991 na 800 metrów, w 1992 na 400 i 800 metrów). W 1993 i 1994, jeszcze jako Kenijczyk wywalczył jedyne w swojej karierze tytuły mistrza Danii, startując w barwach IF Sparta Kopenhaga – klub ten reprezentował aż do zakończenia kariery sportowej. Już w swoim pierwszym dużym międzynarodowym starcie – na mistrzostwach świata w Göteborgu (1995) – zdobył dla Danii złoty medal i tytuł mistrza globu w biegu na 800 metrów. W 1996 roku był niepokonany przez cały sezon jednak Międzynarodowy Komitet Olimpijski zabronił mu bronić duńskich barw na igrzyskach olimpijskich w Atlancie. Po tym wydarzeniu Kipketer rozważał zakończenie kariery, jednak na koniec sezonu 1996 ustanowił rekord życiowy na zawodach w Rieti czasem 1:41,83.
U szczytu swojej kariery Kipketer był w 1997 roku. W marcu podczas halowych mistrzostw świata zdobył złoty medal i dwa razy poprawiał halowy rekord świata: 1:43,96 (7 marca) i 1:42,67 (9 marca). Podczas zawodów DN Galan w Sztokholmie, 7 lipca, wyrównał rekord świata w biegu na 800 metrów uzyskując na stadionie olimpijskim rezultat 1:41,73 (poprzednio rezultat ten osiągnął w 1981 roku Sebastian Coe). Miesiąc później obronił tytuł mistrza świata wygrywając bieg na 800 m w Atenach. Po czempionacie na zawodach Weltklasse Zürich poprawił rekord świata czasem 1:41,24 – rekord Kipketera był jednym z trzech takich wyników osiągnięty podczas tego mityngu w ciągu 70 minut – oprócz średniodystansowca najlepsze wyniki w historii osiągnęli wówczas także Haile Gebrselassie w biegu na 5000 metrów oraz Wilson Boit Kipketer w biegu na 3000 m z przeszkodami. Dwa tygodnie później w Kolonii wynikiem 1:41,11 ustanowił rekord świata w biegu na 800 metrów, który przetrwał aż do sierpnia 2010 roku. Na koniec sezonu został wybrany najlepszym lekkoatletą 1997 roku w prestiżowym plebiscycie Track & Field Athlete of the Year.
W 1998 roku pojechał na wakacje do rodzinnej wioski w Kenii. Po powrocie źle się czuł, a lekarze rozpoznali jego chorobę jako grypę. Ostatecznie okazało się, że zachorował na malarię. Mimo walki z chorobą ostatecznie wystartował w mistrzostwach Europy, podczas których zajął 8. miejsce. Do odnoszenia dużych sukcesów wrócił w kolejnym sezonie kiedy to zdobył srebrny medal halowych mistrzostw globu oraz ponownie obronił mistrzowski tytuł na stadionie.
Na początku olimpijskiego roku 2000 dwa razy poprawiał halowy rekord świata w biegu na 1000 metrów – 6 lutego w Stuttgarcie uzyskał czas 2:15,25, a 20 lutego w Birmingham 2:14,96. We wrześniu, w Sydney, zdobył swój pierwszy medal igrzysk olimpijskich – był drugi, przegrywając złoty medal o 0,06 sekundy.
23 czerwca 2002 podczas zawodów I ligi pucharu Europy w hiszpańskiej Sewilli duńska sztafeta 4 x 400 metrów, z Kipketerem na ostatniej zmianie, ustanowiła rekord kraju w tej konkurencji – 3:07,67. Był to ostatni z 18 rekordów Danii, jakie w ciągu kariery ustanowił Kipketer. Półtora miesiąca później zdobył złoty medal mistrzostw Europy pokonując mistrza świata z 2001 roku z Edmonton Szwajcara André Buchera. W kolejnym sezonie został, drugi raz w karierze, halowym wicemistrzem świata, a w Paryżu zajął 4. miejsce na mistrzostwach globu. Ostatni sukces odniósł w 2004 roku, zdobywając brązowy medal igrzysk olimpijskich. Chciał pożegnać się z kibicami w roku 2006 na mistrzostwach Europy, jednak ostatecznie zakończył karierę w sierpniu 2005 roku.

## Osiągnięcia
| Rok  | Impreza                             | Miejsce         | Konkurencja        | Lokata     | Wynik   |       |
| ---- | ----------------------------------- | --------------- | ------------------ | ---------- | ------- | ----- |
| 1988 | Mistrzostwa świata juniorów         | Greater Sudbury | sztafeta 4 x 400 m | 7. miejsce | 3:11,71 | Kenia |
| 1988 | Mistrzostwa świata juniorów         | Greater Sudbury | bieg na 800 m      | DQ         | –       | Kenia |
| 1990 | Mistrzostwa świata juniorów         | Płowdiw         | bieg na 800 m      | 4. miejsce | 1:48,13 | Kenia |
| 1990 | Mistrzostwa świata juniorów         | Płowdiw         | sztafeta 4 x 400 m | 8. miejsce | 3:07,86 | Kenia |
| 1995 | I liga pucharu Europy               | Bazylea         | bieg na 800 m      | 1. miejsce | 1:46,61 | Dania |
| 1995 | Mistrzostwa świata                  | Göteborg        | bieg na 800 m      | 1. miejsce | 1:45,08 | Dania |
| 1995 | Finał Grand Prix IAAF               | Monako          | bieg na 800 m      | 2. miejsce | 1:45,28 | Dania |
| 1996 | I liga pucharu Europy               | Bergen          | bieg na 800 m      | 1. miejsce | 1:44,33 | Dania |
| 1997 | Halowe mistrzostwa świata           | Paryż           | bieg na 800 m      | 1. miejsce | 1:42,67 | Dania |
| 1997 | II liga pucharu Europy              | Odense          | bieg na 800 m      | 1. miejsce | 1:47,98 | Dania |
| 1997 | II liga pucharu Europy              | Odense          | sztafeta 4 x 400 m | 1. miejsce | 3:09,96 | Dania |
| 1997 | Mistrzostwa świata                  | Ateny           | bieg na 800 m      | 1. miejsce | 1:43,38 | Dania |
| 1997 | Finał Grand Prix IAAF               | Fukuoka         | bieg na 800 m      | 1. miejsce | 1:42,98 | Dania |
| 1998 | Mistrzostwa Europy                  | Budapeszt       | bieg na 800 m      | 8. miejsce | 1:50,13 | Dania |
| 1999 | Halowe mistrzostwa świata           | Maebashi        | bieg na 800 m      | 2. miejsce | 1:45,49 | Dania |
| 1999 | II liga pucharu Europy              | Pula            | bieg na 800 m      | 1. miejsce | 1:47,03 | Dania |
| 1999 | Mistrzostwa świata                  | Sewilla         | bieg na 800 m      | 1. miejsce | 1:43,30 | Dania |
| 1999 | Finał Grand Prix IAAF               | Monachium       | bieg na 800 m      | 1. miejsce | 1:43,55 | Dania |
| 2000 | Igrzyska olimpijskie                | Sydney          | bieg na 800 m      | 2. miejsce | 1:45,14 | Dania |
| 2002 | I liga pucharu Europy               | Sewilla         | bieg na 800 m      | 1. miejsce | 1:44,28 | Dania |
| 2002 | Mistrzostwa Europy                  | Monachium       | bieg na 800 m      | 1. miejsce | 1:47,25 | Dania |
| 2003 | Halowe mistrzostwa świata           | Birmingham      | bieg na 800 m      | 2. miejsce | 1:45,87 | Dania |
| 2003 | Mistrzostwa świata                  | Paryż           | bieg na 800 m      | 4. miejsce | 1:45,23 | Dania |
| 2003 | Światowy finał lekkoatletyczny IAAF | Monako          | bieg na 800 m      | 4. miejsce | 1:46,40 | Dania |
| 2004 | Igrzyska olimpijskie                | Ateny           | bieg na 800 m      | 3. miejsce | 1:44,65 | Dania |
| 2004 | Światowy finał lekkoatletyczny IAAF | Monako          | bieg na 800 m      | 4. miejsce | 1:46,37 | Dania |

## Rekordy życiowe
| Konkurencja           | Wynik   | Data             | Miejsce    | Uwagi                |
| --------------------- | ------- | ---------------- | ---------- | -------------------- |
| Bieg na 400 m         | 46,85   | 19 czerwca 1994  | Lyngby     |                      |
| Bieg na 600 m         | 1:16,2  | 10 lipca 1996    | Nicea      |                      |
| Bieg na 800 m         | 1:41,11 | 24 sierpnia 1997 | Kolonia    | były rekord świata   |
| Bieg na 1000 m        | 2:16,29 | 23 sierpnia 1995 | Kopenhaga  | rekord Danii         |
| Bieg na 1500 m        | 3:42,80 | 1993             |            |                      |
| Bieg na milę          | 3:59,57 | 5 lipca 1993     | Sztokholm  |                      |
| Bieg na 800 m (hala)  | 1:42,67 | 9 marca 1997     | Paryż      | halowy rekord świata |
| Bieg na 1000 m (hala) | 2:14,96 | 20 lutego 2000   | Birmingham | halowy rekord świata |